# Осече (Каменський повіт)
Осече (пол. Osiecze, нім. Neuhöfe) — село в Польщі, у гміні Свежно Каменського повіту Західнопоморського воєводства.
Населення — 46 осіб (2011).
У 1975-1998 роках село належало до Щецинського воєводства.

## Демографія
Демографічна структура станом на 31 березня 2011 року:
|          | Загалом | Допрацездатний вік | Працездатний вік | Постпрацездатний вік |
| -------- | ------- | ------------------ | ---------------- | -------------------- |
| Чоловіки | 24      | 5                  | 18               | 1                    |
| Жінки    | 22      | 5                  | 15               | 2                    |
| Разом    | 46      | 10                 | 33               | 3                    |